# Bárczy István kislakás- és iskolaépítési programja
Bárczy István kislakás- és iskolaépítési programja egy jelentős 20. század eleji építkezési folyamat volt.

## Története
A 19. század végén megnövekedett lakosságú Budapest lakáskörülményei nem voltak mindig a legmegfelelőbbek. Ezeknek javítására dolgozta ki Bárczy István budapesti polgármester az ún. kislakásépítési programot, amelyet egy iskolaépítési program is kiegészített. A munkálatok 1909 és 1912 között zajlottak. Körülbelül 50 korabeli ismert építész gyarapította 1-1 épülettel a főváros képét.
A program során 23 bérház, külön 19 lakótelep, illetve 36 emeletes iskola, 15 barakkiskola, és 4 korábbi iskolaépület bővítése (bennük 24 óvoda) épült majdnem ezer tanteremmel.
Az akcióval párhuzamosan zajlott a Sváb Gyula-féle iskolaépítési program vidéken.
Az első világháború megakasztotta az építkezéseket. Csak az 1920-as években folytatódtak, ezt a Liber Endre kislakásépítési programja című szócikk mutatja be.

## Kislakásos bérházak
Lista forrása:
| Kerület | Cím                                                      | Tervező                          | Megjegyzés                                                          | Képek |
| ------- | -------------------------------------------------------- | -------------------------------- | ------------------------------------------------------------------- | ----- |
| II.     | Margit körút 64. a-b.                                    | Nagy Virgil                      | 5 emeletes bérház                                                   |       |
| IX.     | Haller út 88.                                            | Pecz Samu                        | 5 emeletes bérház, közismert nevén Gróf Haller utcai tisztviselőház |       |
| XIII.   | Váci út 87. / Frangepán u. 2.                            | Sterk Izidor                     | 4 emeletes bérház                                                   |       |
| IX.     | Üllői út 119.                                            | Hübner Jenő                      | 4 emeletes bérház                                                   |       |
| IX.     | Mester u. 5-7.                                           | Tscheuke Hermann                 | 4 emeletes bérház                                                   |       |
| X.      | Kőrössy Csoma Sándor u. 36.                              | Jónás Dávid, Jónás Zsigmond      | 4 emeletes bérház                                                   |       |
| III.    | Miklós tér 2.                                            | Voyta Adolf                      | 3 emeletes bérház                                                   |       |
| XIII.   | Berzenczei (Hegedűs Gyula) u. 46. (Hegedűs Gyula u. 88.) | Nay Rezső Rudolf és Strausz Ödön | 3 emeletes bérház                                                   |       |
| XIII.   | Berzenczei (Hegedűs Gyula) u. 48. (Hegedűs Gyula u. 90.) | Morbitzer Nándor                 | 3 emeletes bérház                                                   |       |
| XIII.   | Berzenczei u. 50. (Hegedűs Gyula u. 90.)                 | Habicht Károly                   | 3 emeletes bérház                                                   |       |
| XIII.   | Berzenczei u. 52. (Hegedűs Gyula u. 92.)                 | Komor Marcell, Jakab Dezső       | 3 emeletes bérház                                                   |       |
| XIII.   | Aréna (ma: Dózsa György) út 138-142.                     | Rerrich Béla                     | 3 emeletes bérház                                                   |       |
| XIII.   | Frangepán u. 4.                                          | Riva József                      | 3 emeletes bérház                                                   |       |
| XIII.   | Frangepán u. 6. / Váci út 87.                            | Pollák Manó                      | 3 emeletes bérház                                                   |       |
| XIII.   | Angyalföldi út 36-38.                                    | Szabó Gyula                      | 3 emeletes bérház                                                   |       |
| VIII.   | Köztemető (Fiumei) u. 21-23.                             | Bálint Zoltán, Jámbor Lajos      | 3 emeletes bérház                                                   |       |
| VIII.   | Alföldi u. 16.                                           | Rainer Károly                    | 3 emeletes bérház                                                   |       |
| VIII.   | Alföldi u. 18.                                           | Wälder Gyula                     | 3 emeletes bérház                                                   |       |
| IX.     | Gyáli út 21-28.                                          | Orczy Gyula                      | 3 emeletes bérház                                                   |       |
| X.      | Szörényi u. 5-7.                                         | Ybl Lajos                        | 3 emeletes bérház                                                   |       |
| X.      | Hungária körút 32-34.                                    | Haász Gyula és Málnai Béla       | 3 emeletes bérház                                                   |       |
| X.      | Simor (ma Vajda Péter) u. 7-13.                          | Spiegel Frigyes és Márkus Géza   | 3 emeletes bérház                                                   |       |

## Speciális rendeltetésű épületek
Lista forrása:
| Kerület | Cím                                                  | Tervező                         | Megjegyzés        | Képek |
| ------- | ---------------------------------------------------- | ------------------------------- | ----------------- | ----- |
| XIII.   | Vág u. 12-14. (közismert nevén Népház)               | Orth Ambrus és Somló Emil       |                   |       |
| XIII.   | Dózsa György út 152. (közismert nevén Népszálló)     | Schodits Lajos és Eberling Béla |                   |       |
| XIII.   | Lehel u. 10. (közismert nevén Lehel utcai műhelyház) | Medgyes Alajos                  | 3 emeletes bérház |       |

## Kislakásos telepek
Lista forrása:
| Kerület | Cím             | Megjegyzés |
| ------- | --------------- | ---------- |
| I.      | Budafoki út     |            |
| III.    | Bécsi út        |            |
| VI.     | Aréna út        |            |
| VI.     | Váci út         |            |
| VI.     | Hungária út     |            |
| IX.     | Kén u.          |            |
| IX.     | Mihálkovics tér |            |
| IX.     | Telepy u.       |            |
| IX.     | Haller u.       |            |
| X.      | Tattersall      |            |
| X.      | Százados út     |            |
| X.      | Kőbányai út     |            |
| IX.     | Gubacsi út      |            |
| X.      | Ceglédi út      |            |
| X.      | Ciprus u.       |            |
| V.      | Pozsonyi út     |            |
| VI.     | Palotai út      |            |
| X.      | Százados út     |            |

## Iskolák
Lista forrása:
| Kerület | Cím                                       | Tervező                        | Megjegyzés | Kép |
| ------- | ----------------------------------------- | ------------------------------ | --- | --- |
| I.      | Márvány u. 32.                            | Kauser Andor és Szöllősy Aurél | ma: BGSZC Budai Gimnázium és Szakgimnázium és BGSZC Budai Technikum (az épület homlokzata jelentős mértékben leegyszerűsítve)                                                           |     |
| II.     | Marczibányi tér 1.                        | Balázs Ernő                    | ma: Kodály Zoltán Ének-zenei Általános Iskola, Gimnázium és Zenei Alapfokú Művészeti Iskola                                                                                             |     |
| II.     | Jurányi utca 1.                           | Baumgarten Sándor              | volt: Kalmár László Számítástechnikai Szakközépiskola |     |
| II.     | Áldás utca 1.                             | Zrumeczky Dezső                | ma: Áldás Utcai Általános Iskola |     |
| III.    | Szentendrei út 83.                        | Hikisch Rezső                  | ma: Kőrösi Csoma Sándor Két Tanítási Nyelvű Gimnázium |     |
| III.    | Lajos u. 1-5.                             | Novák Imre és Góth Jenő        | ma: Than Károly Ökoiskola Gimnázium, Szakközépiskola és Szakiskola |     |
| III.    | Kiscelli u. 78-82.                        | Reichl Kálmán                  | ma: AKG Általános Iskola |     |
| III.    | Miklós tér                                | Forrai Sándor                  | ma: Alternatív Közgazdasági Gimnázium |     |
| V.      | Balaton (ma: Pálffy György) u.            | K. Császár Ferenc              | Az épület elpusztult. |     |
| V.      | Papnövelde utca 4-6.                      | Reichl Kálmán                  | ma: ELTE Apáczai Csere János Gyakorló Gimnázium és Kollégium |     |
| VI.     | Izabella u. 46.                           | Barcza Elek                    | ma: Eötvös Loránd Tudományegyetem Pedagógiai és Pszichológiai Kar |     |
| VII.    | Kertész u. 30.                            | Szörényi-Reischl Gusztáv       | ma: Erzsébetvárosi Kéttannyelvű Általános Iskola, Szakiskola és Szakgimnázium |     |
| VII.    | Hernád u. 42.                             | Kismarty-Lechner Jenő          | ma: Baross Gábor Általános Iskola. Schmidt D. Gyula iskolaépülete mellé épült. |     |
| VIII.   | Százados út 6.                            | Gyalus László                  | ma: Szász Ferenc Kereskedelmi Szakgimnázium (az épület homlokzata leegyszerűsítve, tornyai elbontva)                                                                                    |     |
| VIII.   | Hernád u. 46.                             | Schmidt D. Gyula               | ma: Facultas Humán Gimnázium. Kismarty-Lechner Jenő iskolaépülete mellé épült. |     |
| VIII.   | Mária Terézia (ma: Horváth Mihály) tér 8. | Almási Balogh Loránd           | ma: Budapesti Fazekas Mihály Gyakorló Általános Iskola és Gimnázium |     |
| VIII.   | Dugonics u. 17.                           | Szabó Gyula                    | volt: Dugonics utcai Általános Iskola |     |
| VIII.   | Vas utca 9-11.                            | Lajta Béla                     | ma: BGSZC Széchenyi István Kereskedelmi Szakgimnáziuma |     |
| VIII.   | Bezerédj utca 14-16.                      | Schwendtner József             | ma: Leövey Klára Görögkatolikus Gimnázium és Technikum |     |
| VIII.   | II. János Pál pápa tér 4.                 | Orczy Gyula, Ivancsó István    | ma: Deák Diák Általános Iskola |     |
| IX.     | Osztag utca 25/A-B.                       | Löllbach Kálmán                | ma: "A" épület: később Irinyi János Gimnázium, jelenleg használaton kívül; "B" épület: később Ihász Dániel Közlekedésgépészeti Szakközépiskola és Gimnázium, jelenleg használaton kívül |     |
| IX.     | Illatos út 2.                             | Fleischl Róbert                | ma: Jaschik Álmos Művészeti Szakgimnázium |     |
| IX.     | Mester u. 67.                             | Pártos Gyula                   | ma: Budapest IX. Kerületi József Attila Általános Iskola és Alapfokú Művészeti Iskola                                                                                                   |     |
| IX.     | Szvetenai (ma Lenhossék) u. 24-28.        | Kőrössy Albert Kálmán          | ma: egyik felében: Szent György Média és Informatikai Szakgimnázium, másik felében: Ferencvárosi önkormányzati hivatal.                                                                 |     |
| IX.     | Mester utca 56-58.                        | Hültl Dezső                    | ma: Szent István Közgazdasági Szakgimnázium és Kollégium |     |
| X.      | Szent László tér 1.                       | Szabó Gyula                    | ma: Kőbányai Szent László Általános Iskola |     |
| XI.     | Váli u. 1.                                | Sándy Gyula, Orbán Ferenc      | ma: József Attila Gimnázium |     |
| XII.    | Városmajor u. 59.                         | Kós Károly, Györgyi Dénes      | ma: Városmajori Kós Károly Általános Iskola |     |
| XIII.   | Lehel u. 18.                              | Balázs Ernő                    | ma: Ének-zenei és Testnevelési Általános Iskola |     |
| XIII.   | Pannónia u. 81.                           | Schulek János                  | ma: Pannónia Általános Iskola |     |
| XIII.   | Üteg u. 15.                               | Rerrich Béla                   | ma: Verebély László Szakgimnázium. Baumhorn Lipót iskolaépülete mellé épült. |     |
| XIII.   | Váci út 57.                               | Kauser József                  | ma: Prizma Általános Iskola és Óvoda, Egységes Gyógypedagógiai Módszertani Intézmény |     |
| XIII.   | Csata u. 20.                              | Baumhorn Lipót                 | ma: Csata Utcai Általános Iskola. Rerrich Béla iskolaépülete mellé épült. |     |
| XIV.    | Hermina út 23.                            | Barcza Elek                    | ma: Liszt Ferenc Általános Iskola |     |
| XIV.    | Egressy út 69.                            | Sebestyén Artúr                | ma: Zuglói Herman Ottó Tudásközpont Általános Iskola |     |
| XIV.    | Telepes u. 32.                            | Láczai-Fritz Oszkár            | ma: Zuglói Széchenyi István Általános Iskola |     |

## Egyéb irodalom
- Sváb Gyula: Újabb állami népiskolák In: A Magyar Mérnök- és Építész-Egylet Közlönye 48. évfolyam (1914) 2. szám, 17-32. o. (a Budapesten kívüli iskolaépítkezésekhez)
- Déry Attila – Merényi Ferenc: Magyar Építészet 1867–1945. Urbino Kft., Szekszárd, 2000, ISBN 963-00-3490-5, 162. o.
- Szociális lakásépítés kezdete Magyarországon 1909 Archiválva 2022. május 22-i dátummal a Wayback Machine-ben